# Michela Giraud
Michela Giraud (Roma, 28 luglio 1987) è un'attrice, comica e conduttrice televisiva italiana.

## Biografia
È pronipote di Alfredo Giraud, vicepresidente del Savoia (finalista nel campionato di Prima Divisione 1923-1924), a cui è intitolato lo stadio oplontino e nipote dei calciatori Raffaele, Michele (suo nonno) e Giovanni. In gioventù studia danza classica per dieci anni. Cresciuta nel quartiere romano Balduina, si diploma presso il Liceo Classico Mamiani di Roma, negli stessi anni in cui è frequentato dal futuro comico Edoardo Ferrario, di cui diventa amica. Nel 2006 si iscrive alla Sapienza di Roma dove consegue dapprima la laurea triennale in studi storico-artistici nel 2010 e successivamente la laurea magistrale in storia dell'arte moderna nel 2013.
Nel 2011 inizia a studiare recitazione presso il Teatro Azione, dove consegue il diploma d'attrice nel 2013. Successivamente, nel 2014, si iscrive al master dell'Accademia nazionale d'arte drammatica Silvio D'Amico, corso parallelo a quelli di recitazione e regia, in studi storico-artistici, drammaturgia, sceneggiatura, cinema e televisione.
Nel 2015 entra nel cast di Colorado per poi comparire nel cast di CCN - Comedy Central News, su Comedy Central, per tre edizioni. Ha partecipato alla prima e alla seconda edizione di Natural Born Comedians su Comedy Central e ha fatto parte del cast del film I babysitter con Francesco Mandelli nel 2016. È stata anche a Sorci verdi sia come stand-up comedian che come autrice, ruolo che ha ricoperto anche presso la redazione di Quelli che il calcio.
Ha preso parte alla nuova edizione de La TV delle ragazze, programma andato in onda su Rai 3 con il titolo La TV delle ragazze - Gli Stati Generali 1988-2018, e ha partecipato anche al Il posto giusto su Rai 3. Ha partecipato a Challenge 4 sia come autrice sia come stand-up comedian su Rai 4, successivamente, ha fatto parte del cast di Sbandati su Rai 2 nel 2018.
In radio è stata speaker a Radio si serva signora dove ha condotto, con il blogger Nicolò Fontana, il programma Selfie. Ha fatto parte del cast di Radio due weekend su Radio 2. Dal vivo ha recitato in diversi teatri e club in Italia sia come stand-up comedian sia con il suo spettacolo Michela Giraud e altri animali. È attiva anche sul web, in particolare di alcuni canali YouTube: ha preso parte a un episodio della serie Vegan Chronicles ed è stata protagonista di diversi video di Educazione Cinica e della webserie Involontaria trasmessa sul Canale YouTube di MTV.
Dal giugno 2020 eredita da Saverio Raimondo la conduzione di CCN - Comedy Central News in onda su Comedy Central, programma che l'ha già vista nel cast nelle passate edizioni. Nel settembre del 2020 vince il Premio Satira per la stand-up comedy 2020 alla 48ª edizione del Premio satira politica di Forte dei Marmi.
Nell'aprile 2021 partecipa come concorrente al comedy show di Prime Video LOL - Chi ride è fuori. Ha anche inciso un singolo chiamato Mignottone pazzo, realizzato in occasione della messa in onda di LOL - Chi ride è fuori. Nel giugno del 2021 è nel cast del film Maschile singolare, per la regia di Matteo Pilati e Alessandro Guida, sulla piattaforma di streaming Prime Video. A settembre è stato annunciato che avrebbe condotto una puntata de Le Iene con Nicola Savino.
Nell'estate 2021 porta in giro per l'Italia il suo nuovo spettacolo di stand-up comedy La verità, nient'altro che la verità, lo giuro!. Il 6 aprile 2022 viene pubblicato su Netflix La verità, lo giuro!, lo spettacolo della comica registrato presso il Vinile di Roma e il giorno dopo viene pubblicato il primo estratto dal quinto album in studio di Willie Peyote Pornostalgia precisamente nel singolo Fare schifo. Nel 2023 è di nuovo sulla piattaforma streaming Prime Video con il film di Matteo Pilati L'estate più calda. Nell'anno successivo annuncia il suo esordio alla regia con Flaminia che è uscito nelle sale l'11 aprile 2024. In estate conduce su RaiPlay Gli Europlay - L’altra Nazionale.

## Filmografia

### Attrice

#### Cinema
- I babysitter, regia di Giovanni Bognetti (2016)
- Maschile singolare, regia di Alessandro Guida e Matteo Pilati (2021)
- Va bene così, regia di Francesco Marioni (2021)
- Il mammone, regia di Giovanni Bognetti (2022)
- L'estate più calda, regia di Matteo Pilati (2023)
- Flaminia, regia di Michela Giraud (2024)
- Maschile plurale, regia di Alessandro Guida (2024)

#### Televisione
- Romolo + Giuly: La guerra mondiale italiana, regia di Michele Berini Malagrini - serie TV (2018-2019)
- Involontaria, regia di Alessandro Guida - serie TV (2019)
- Permette? Alberto Sordi, regia di Luca Manfredi - film TV (2020)
- Ritoccàti!, regia di Alessandro Guida - serie TV, 3 episodi (2020-2021)
- Sono Lillo, regia di Eros Puglielli - serie TV (2023)
- Il Baracchino – serie animata (2025) – voce

### Regista
- Flaminia (2024)

## Teatro
- Michela Giraud e altri animali (2018-2019)
- Stand-up Comedy - Teatro Franco Parenti, Milano (2018-2019)
- Mi hanno gettata in mezzo ai lupi e non ne sono uscita capobranco (2024-2025)

## Programmi TV
- Colorado (Italia 1, 2015)
- Sorci Verdi (Rai 2, 2015)
- Challenge4 (Rai 4, 2016)
- Natural Born Comedians (Comedy Central, 2015-2017)
- CCN - Comedy Central News (Comedy Central, 2015-2021)
- Sbandati (Rai 2, 2017)
- La TV delle ragazze - Gli Stati Generali 1988-2018 (Rai 3, 2018)
- Mai dire Talk (Italia 1, 2018-2019)
- Il posto giusto (Rai 3, 2019)
- Comedians Solve Problems (Comedy Central, 2019)
- Stand Up Comedy (Comedy Central, 2019)
- CCN - Il Salotto con Michela Giraud (Comedy Central, 2020-2021)
- Quelli che il Calcio (Rai 2, 2020-2021)
- LOL - Chi ride è fuori (Prime, 2021)
- SEAT Music Awards - Disco Estate (Rai 1, 2021)
- C’era una volta… L’amore (Real Time, 2021)
- Michelle Impossible (Canale 5, 2022)
- Diversity Media Awards (Rai 1, 2022)
- In&Out - Niente di serio (TV8, 2025)

## Web
- Vegan Chronicles - episodio Vegan Clochard (YouTube, 2015)
- #140Secondi (RaiPlay, 2017)
- Educazione Cinica (YouTube, dal 2017)
- La fantastica signora Giraud (YouTube, 2019)
- Capodanno a 30 anni (YouTube, 2019)
- L'insostenibile esigenza dei social (YouTube, 2020)
- Tutti a casa (YouTube, Facebook Watch e Twitch, 2020)
- LOL - Chi ride è fuori (Prime Video, 2021) concorrente
- Michela Giraud: La verità, lo giuro! (Netflix, 2022)
- Batman - Un'autopsia (Spotify, 2022)
- LOL Xmas Special: Chi ride è fuori (Prime Video, 2022) concorrente
- Gli Europlay - L’altra Nazionale (RaiPlay, 2024)
- Red Carpet - Vip al tappeto (Prime Video, 2025) concorrente

## Radio
- Selfie (Radio Si Serva Signora, 2015-2016)
- Radio2Week (Rai Radio 2, 2016)
- Radio2Weekend (Rai Radio 2, 2016-2017)

## Discografia

### Singoli
- 2021 – Mignottone pazzo
- 2022 – Fare schifo (con Willie Peyote)

## Riconoscimenti
- 2024[21] - Ciak d'oro
  - Migliore esordio alla regia - Flaminia